# 타이거 JK
타이거 JK(Tiger JK, 본명: Jaykay Seo, 한국명: 서정권(徐廷權), 1974년 7월 29일 ~ )는 한국계 미국인 래퍼이며, 드렁큰 타이거의 전 멤버이다. 현재는 MFBTY의 멤버이다.

## 배경

### 활동 이전
타이거 JK는 1974년 7월 29일, 서울에서 평론가인 아버지 서병후와 와일드캐츠의 리더였던 어머니 김성애 사이에서 태어났다. 초등학교 때 아버지를 따라 미국으로 이민을 가지만, 아버지의 권유로 로스앤젤레스로 가던 가족과는 홀로 떨어져 마이애미로 가 태권도 도장을 운영하던 삼촌 아래서 자랐다. 이후 로스앤젤레스로 돌아와 베벌리힐스 고등학교를 다녔다. 1992년, 자신이 존경했던 힙합 그룹 N.W.A의 멤버인 아이스 큐브가 해체 후 솔로 활동을 하면서 "Black Korea"라는 곡을 통해 한인에 대한 곡을 발표하였다. 이에 타이거 JK는 역사시간에 논문과 음악에 대한 반박하는 랩을 하였는데 교내에서 상을 받았고 이어 그에 관련된 소문이 커져 힙합 페스티벌에 초청되었다. 힙합 페스티벌에 초청된 타이거 JK는 "Call Me Tiger"를 통해 한인 비하에 대해 반박하였고 즉흥 랩 부문에서 수상하였다. 이어 《쟈니윤 쇼》에 출연하여 한국에서도 주목을 받았고 3년 뒤인 1995년, 오아시스 엔터테인먼트의 도움을 받아 자신의 친구인 DJ 샤인, 스크램과 함께 한국으로 돌아와 자신의 솔로 음반 Enter the Tiger를 발매하지만, 당시 힙합에 대한 선입견과 인종 차별, 서태지와 아이들의 〈컴백홈〉의 큰 인기 등으로 인해 SBS의 《점프챔프》 출연 한 번으로 끝난 채 실패하고 말았고 타이거 JK는 미국으로 되돌아 갔다. 1997년, 한 동호회에 의해 다시 한국에 초청되었고 초청에 응한 타이거 JK는 여러 차례 길거리 공연 및 클럽 공연을 시작하면서 다시 미국으로 돌아가 1998년, DJ 샤인과 함께 드렁큰 타이거를 결성하며 본격적인 활동을 준비하기 시작하였다.

### 데뷔 이후

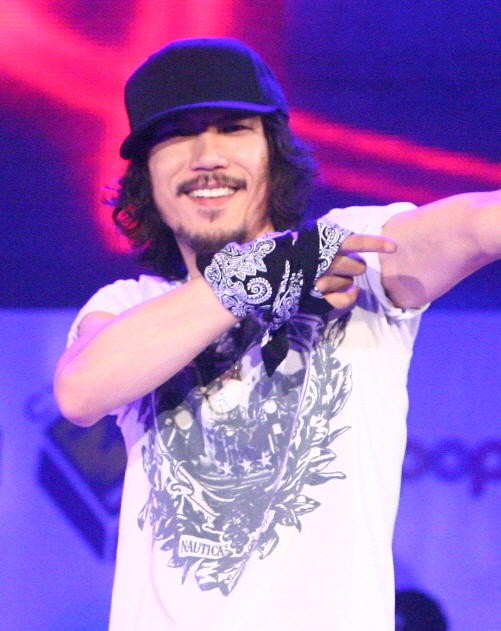
2010년 롤리팝 콘서트에서의 타이거 JK

드렁큰 타이거(Drunken Tiger)는 1999년 2월, 1집 《이어 오브 더 타이거》(Year of The Tiger)를 발매하며 힙합 페스티벌에 만난 친구 DJ 샤인과 함께 본격적인 활동을 시작하였다. 같은 해 3월에는 힙합 컴필레이션 음반 《1999년 대한민국》에 김진표, 업타운, 허니 패밀리 등과 함께 참여하여 발매하였고, 5월에는 드림콘서트에 참여하였다.
드렁큰 타이거 5집 이후 DJ 샤인이 드렁큰 타이거에서 탈퇴하여 타이거 JK는 혼자서 드렁큰 타이거로 활동하기 시작하였다. 2006년부터는 척수염에 걸려 가수 활동에 어려움을 겪었다. 2007년 가수 겸 래퍼 윤미래와 결혼하였고, 2008년에 아들 조단을 얻었다. 2001년부터 두 사람이 만나 결혼하기 전까지 윤미래와의 관계는 외부에 알려지지 않았는데 두 사람이 관계가 외부에 알려지는 것을 원치 않아 주위에서 철저히 함구한 것으로 알려졌다.
2013년에는 윤미래, 비지와 함께 프로젝트 그룹 MFBTY를 결성하여 활동하였으며, 2014년에는 윤미래와 함께 정글 엔터테인먼트에서 독립하여 필굿뮤직을 설립하였다. 2016년에 도끼와 함께 굿 라이프 크루를 결성하였으며, 슈퍼비, 면도, 주노플로가 참여하였다. 2017년 1월에는 드렁큰 타이거의 마지막 앨범을 준비하고 있다고 밝혔으나 가수로서의 은퇴는 아니며 필굿뮤직의 수장이자 MFBTY의 멤버로서 활동을 지속할 것이라고 밝혔다. 2017년 4월에는 《Show Me The Money 6》에 필굿뮤직의 소속된 비지와 함께 프로듀서로 출연하는 것이 확정되었다.
2018년 11월, 마지막 정규 앨범을 끝으로 드렁큰 타이거의 활동이 20년 만에 마무리되었다.

## 학력
- 베벌리힐스 고등학교
- UCLA 창작문예학

## 음반 목록

### 정규 앨범

#### 솔로
| 앨범 # | 앨범명          | 발매일     | 비고 |
| ------ | --------------- | ---------- | ---- |
| 1      | Enter The Tiger | 1995년 7월 |      |

#### 드렁큰 타이거
| 앨범 # | 앨범명            | 발매일      | 비고 |
| ------ | ----------------- | ----------- | ---- |
| 1      | Year of The Tiger | 1999년 2월  |      |
| 2      | 위대한 탄생       | 2000년 4월  |      |
| 3      | The Legend of...  | 2001년 3월  |      |
| 4      | 뿌리              | 2003년 2월  |      |
| 5      | 하나하면 너와 나  | 2004년 8월  |      |
| 6      | 1945 해방         | 2005년 8월  |      |
| 7      | Sky Is The Limit  | 2007년 9월  |      |
| 8      | Feel gHood Muzik  | 2009년 6월  |      |
| 9      | 살자 (The Cure)   | 2013년 9월  |      |
| 10     | Drunken Tiger X   | 2018년 11월 |      |

## 음반 외 활동

### TV 드라마
- 2009년 MBC 일일시트콤 《지붕뚫고 하이킥!》 (특별 출연)
- 2012년 SBS 금요시트콤 《도롱뇽도사와 그림자 조작단》 - 타이거 역
- 2018년 JTBC 금토드라마 《내 아이디는 강남미인》 (특별 출연)

### 영화
- 《세계일주》 (2015년) - 필홍 역

### 예능
- 2011년 SBS 《런닝맨》 게스트 (59회)[15]
- 2015년 tvN 《SNL 코리아 6》
- 2016년 Mnet 《위키드》
- 2017년 Mnet 《Show Me The Money 6》
- 2017년 tvN 《대화가 필요한 개냥》
- 2019년 KBS 2TV 《사장님 귀는 당나귀 귀》
- 2020년 MBN 《보이스 퀸》

### 교양
- 2016년 TV조선 《공감다큐 해바라기》 1회

## 수상 경력
2010년
- 서울가요대상 - 힙합상, 최고 앨범상

2009년
- 골든 디스크 - 본상, 남자 가수상
- Mnet 아시안 뮤직 어워드 - 남자 가수상
- 제4회 에이 어워즈 - 패션 부문 상

## 홍보대사
- 2016년 5월 대한사회복지회 홍보대사 위촉

## 같이 보기
- 드렁큰 타이거
- 윤미래